# Wie wil horen
Wie wil horen is een Nederlands liedje van het Belgische duo Miek en Roel & Roland Van Campenhout uit 1967.
De B-kant van de single was Voorbij.

## Meewerkende artiesten
Muzikanten:
- Monique Holvoet (zang, gitaar)
- Roel Van Bambost (zang, gitaar)
- Roland Van Campenhout (gitaar)

## Laïs
De Belgische folkgroep Laïs bracht in 1998 ook een versie uit van dit nummer, met als titel 't Smidje. Het verscheen als single en op hun debuutalbum Laïs. De muziek werd geschreven door Annelies Brosens en Jorunn Bauweraerts.